# بایاردو
بایاردو (به ایتالیایی: Bajardo) یک کومونه در ایتالیا است که در استان ایمپریا واقع شده‌است.

## خصوصیات
بایاردو ۲۴٫۵۴ کیلومترمربع مساحت و ۳۰۶ نفر جمعیت دارد و ۹۰۰ متر بالاتر از سطح دریا واقع شده‌است.